# Ben Wilson (football)
Pour les articles homonymes, voir Ben Wilson.
Ben Wilson, né le 9 août 1992 à Stanley, est un footballeur anglais évoluant au poste de gardien de but à Coventry City.

## Biographie

### En club
Il est formé au Sunderland AFC.

#### Coventry City
Le 3 juillet 2021, il rejoint Coventry City.
Le 19 avril 2023, il marque un but contre Blackburn Rovers.

### Distinctions personnelles
- Membre de l'équipe-type de Championship en 2023.